# Amelanchier laevis
Espèce
Amelanchier laevis est une espèce de plantes à fleurs de la famille des Rosaceae, originaire d’Amérique du Nord.

## Description

### Appareil végétatif
Cet amélanchier est un arbre qui peut atteindre 10 m de hauteur et 20 m de diamètre. Son écorce grise est lisse lorsqu'elle est jeune mais devient rugueuse avec l'âge.
Les feuilles, caduques, simples, ont une disposition alterne. Teintée de rouge cuivré lorsqu'elles sont jeunes, elles deviennent vertes plus tard. De forme ovale, longues de 3 à 8 cm, elles portent généralement 10 paires de nervures secondaires s'interrompant juste avant la bordure dentée. Cette bordure comprend environ 25 dents par côté ; les dents deviennent rares vers le pétiole. 
Les bourgeons mesurent de 8 à 12 mm de long. Ils sont recouverts par 5 écailles et les bourgeons axillaires sont très accolés contre le rameau qui les porte, comme chez les autres amélanchiers.

### Appareil reproducteur
La floraison a lieu au printemps, tôt dans la saison, juste avant ou pendant l'apparition des feuilles. Les fleurs blanches, bien visibles, apparaissent en grappes denses à l'extrémité de jeunes rameaux. Comme chez toutes les Rosaceae, elles possèdent 5 pétales qui, chez cette espèce, mesurent de 10 à 17 mm. La pollinisation est assurée par les insectes (entomogamie).
Les fruits, comestibles, des piridions qui ressemblent à des baies rouges ou violacées de 6 à 10 mm de diamètre environ. Ils sont mûrs vers la fin juillet ou le début août. Ils contiennent de 5 à 10 graines.

## Répartition et habitat
Cet arbre originaire d'Amérique du Nord apprécie les lisières de forêts, les crêtes rocheuses, les plaines sablonneuses, les haies et bordure de clôture, ou toute autre milieu suffisamment exposé à la lumière. 

## Taxinomie et systématique
Cette espèce a été scientifiquement décrite pour la première fois en 1912 par le botaniste américain Karl McKay Wiegand, dans la revue Rhodora. Deux auteurs ont proposé d'intégrer ce taxon dans l'espèce Amelanchier arborea : en 1964, dans le Journal of the Elisha Mitchell Scientific Society, Harry E. Ahles a proposé de renommer le taxon Amelanchier arborea var. laevis, puis en 1975, S.M. McKay a proposé Amelanchier arborea subsp. laevis dans le Bulletin de la Société Botanique de France; mais en 2012, aucune de ces deux propositions n'a été retenue.

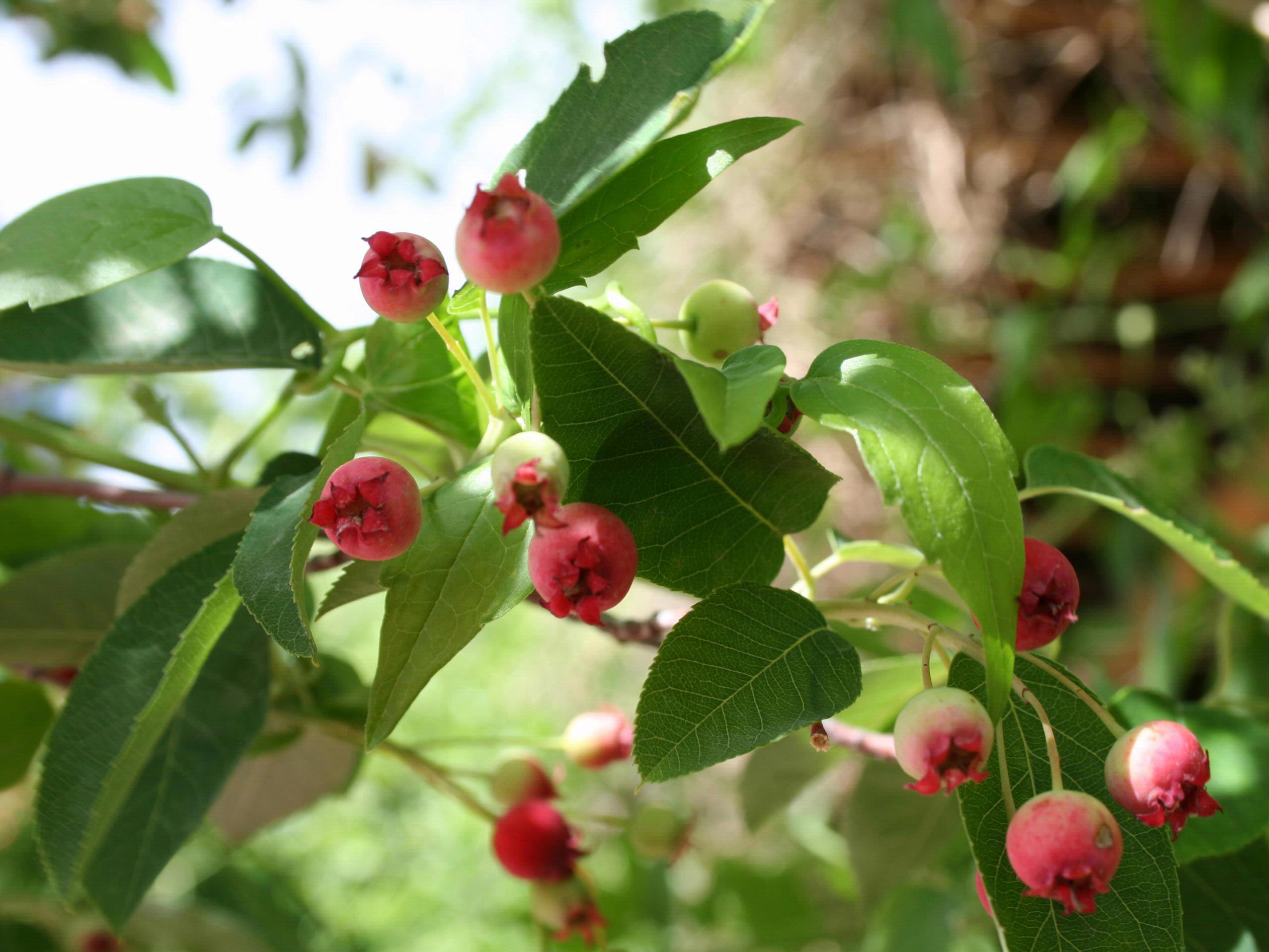
Fruits de Amelanchier laevis.
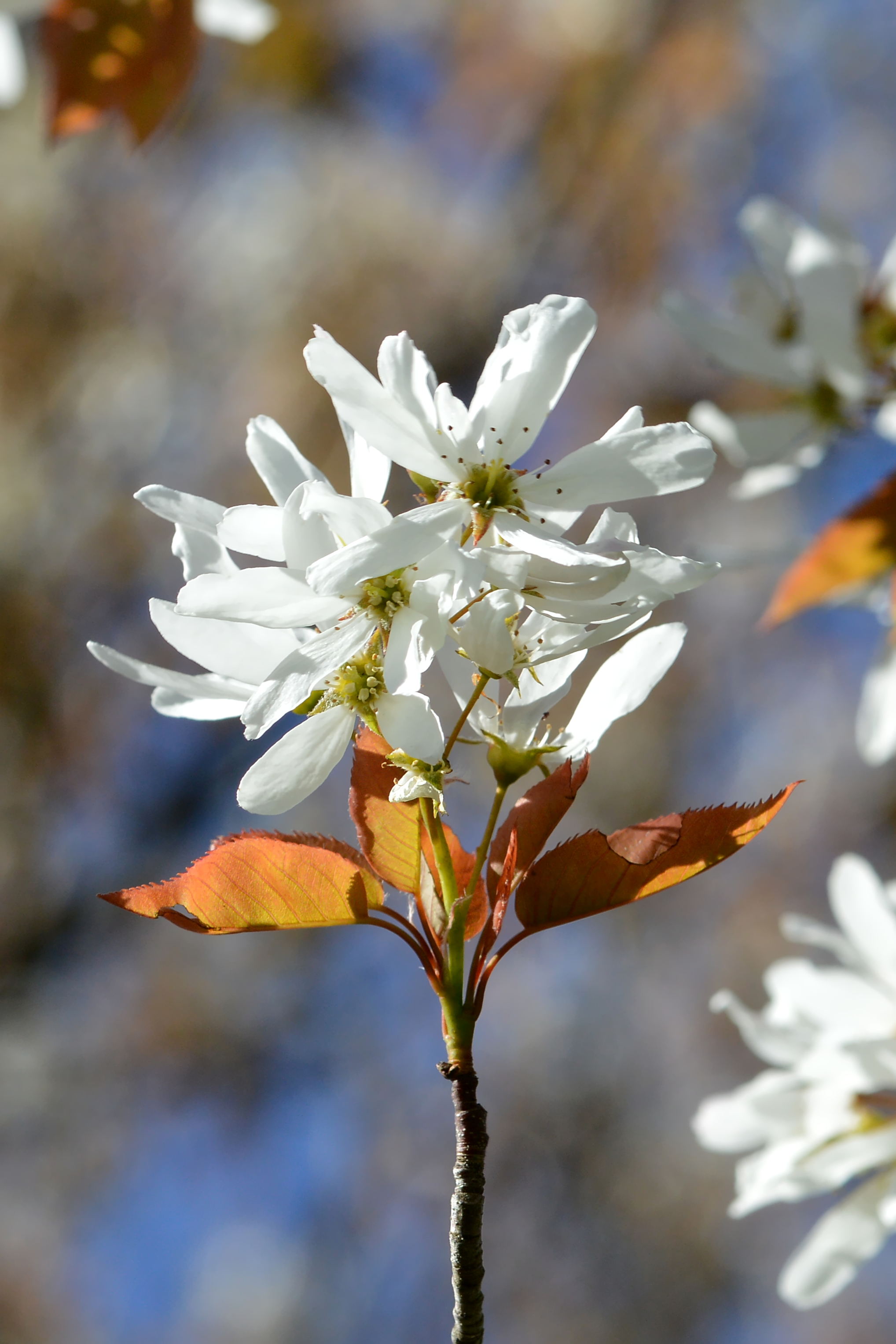
Fleurs de Amelanchier laevis.